# Zmajček razgrajaček
Zmajček razgrajaček je literarni lik v istoimenski pesmi slovenskega avtorja Nika Grafenauerja. Delo je ilustriral in opremil Kostja Gatnik; izšlo pa je v zbirki Pedenjped leta 1978.

## Vsebina
Pesem opisuje vragolije malega zmaja, ki jih počne skozi dan: ko si umiva zobe, zraven je pasto, ko se oblači, se na nosu znajde nogavica, zajtrk poje v trenutku, nato že sledi drsanje po ograji, nagajanje svojemu psu, žabi, sraki … Ker za seboj ne pospravlja, se njegova mati spotakne ob kotalke. Za kosilo poje vse kar mu mati pripravi, saj želi čim prej zrasti v velikega zmaja. Za učenje mu ni, saj so od cele knjige ostala le še papirnata letala. Ko se spravi k pleskanju, popleska vse - tako steno kot sebe. Nato se spravi žagat mizo in stol, pri tem se poškoduje, a že kmalu opazuje zlato ribico v akvariju in si predstavlja, kaj bi bilo, če bi bila morski pes. Med gledanjem televizije kar s fračo cilja nanjo oz. na tigre, ki se predvajajo na televiziji.
Na koncu se zmajček igra z ognjem in s tem povzroči požar in uničenje njegove hiše.  

## Predstavitev literarnega lika
Zmajček je predstavljen kot mali razgrajač. Počne vse kar se spomni in karkoli hoče, ima bujno domišljijo, rad nagaja prijateljem, je problematičen in živi pravo razgrajaško otroštvo.
Slikanica pokaže točno vse o čemer pesem govori, tako da se tudi iz slik vidi kakšne vse lastnosti ima zmajček in kaj vse mu roji po glavi.

## Primerjave z drugimi literarnimi liki
Lik zmaja je v tej pesmi drugačen kot v drugih literarnih delih s tem motivom- ta zmaj ima namreč človeške lastnosti oz. lastnosti »razgrajaškega« otroka. 
Nekaj literarnih del z motivom zmaja:
- Zmaj Direndaj
- Zmaj Lakotaj z Ljubljanskega gradu
- Zmaj močeraj
- Zmajevka
- Zmaj s sedmerimi glavami
- Zmaj v Peci
- Zmaj v oknu
- Petelin in zmaj
- Plahi zmaj
- Zlatolaska in zmaj
- Zaljubljeni zmaj
- O petelinu in zmaju
- Zmaj v Postojnski jami
- Zmaj v Logarski dolini